# Maître des Miniatures de Houghton
Le Maître des Miniatures de Houghton désigne par convention un enlumineur actif probablement à Gand entre 1476 et 1480. Il doit son nom à un livre d'heures qu'il a enluminé, actuellement conservé à la Bibliothèque Houghton de l'université Harvard.

## Éléments biographiques

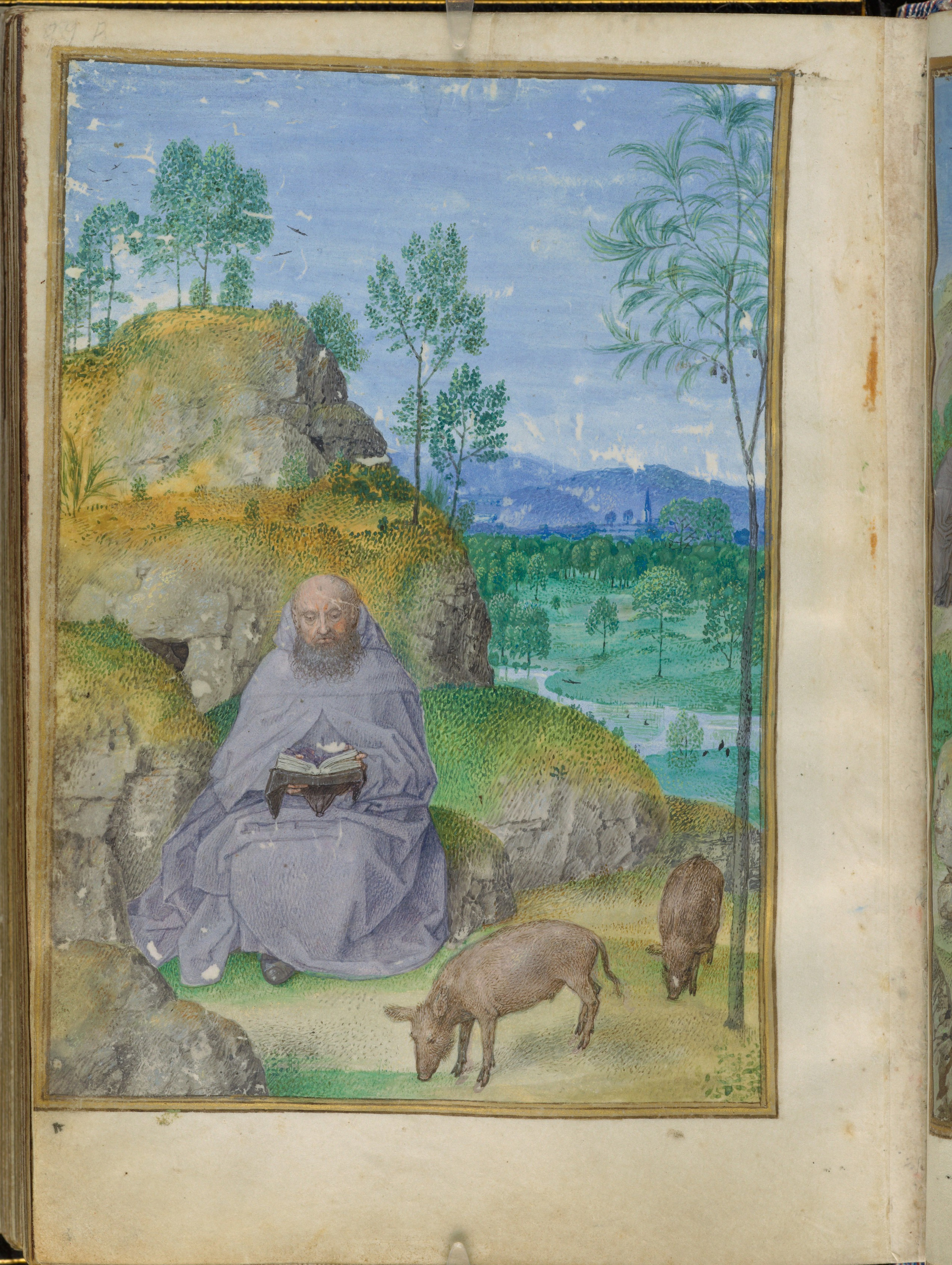
Saint Antoine, Heures Emmerson-White, f.99v.

Ses œuvres ont pendant longtemps été confondues avec celles du Maître viennois de Marie de Bourgogne. C'est l'historien de l'art Thomas Kren qui a proposé en 2003, de distinguer quatre miniatures dans un livre d'heures conservé à la Bibliothèque Houghton. Les quelques miniatures qui lui sont attribuées montrent une collaboration avec Simon Marmion mais il a peu de rapport avec l'enluminure courante dans le Hainaut à cette époque. Il semble plutôt actif à Gand autour de 1480 et son style rappelle tellement l'art Hugo van der Goes. Cette proximité a fait dire qu'il s'agit probablement d'un de ses proches collaborateurs ou assistants, voire Goes lui-même. Ce dernier étant mort en 1482, il pourrait avoir participé à cette œuvre.

## Style
Le style de l'artiste est marqué par des paysages très précis et détaillés dans ses miniatures. Le dessin de ses personnages est tout aussi précis, attentif à tous les détails du visage et des cheveux, comme le montre notamment un dessin sans doute du même artiste conservé à Berlin. Il montre aussi un attachement à la représentation d'animaux étirant leur torses. Son art se rapproche de celui du Maître viennois de Marie de Bourgogne mais s'en distingue par des personnages plus ronds, au nez fort, aux yeux enfoncés, aux pommettes saillantes qui rappellent ceux d'Hugo van der Goes. 

## Œuvres attribuées

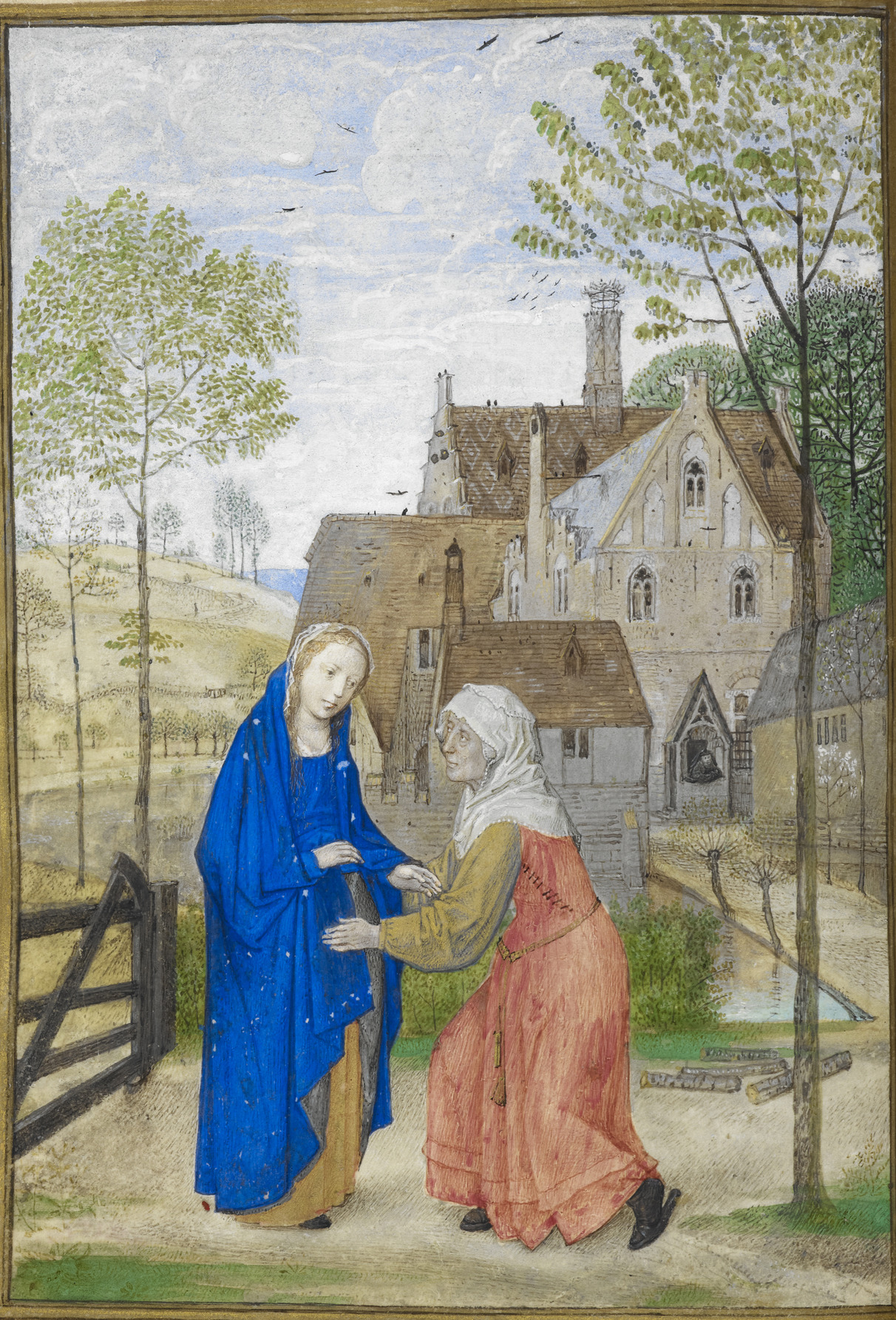
La Visitation, Heures Huth, f.66v.

- Heures Emerson-White, 4 miniatures du maître en collaboration avec Simon Marmion, le Maître du Livre de prières de Dresde, les Associés de Gand et d'autres artistes anonymes, avant 1482, Bibliothèque Houghton, Typ.443[4] avec deux miniatures détachées : L'Annonciation aux bergers (Getty Center, ms.60) et La Messe de saint Grégoire (Bibliothèque royale de Belgique, Ms.II 3634-6)
- Heures Huth, 2 miniatures du maître, en collaboration avec Simon Marmion, le Maître du Livre de prières de Dresde, les Associés de Gand et d'autres artistes anonymes, début des années 1480, British Library, Add.38126[5]
- Deux miniatures isolées tirées d'un livre de dévotion, vers 1480 : David en prière (Getty Center, Ms.117[6]) et La Vision de saint Dominique (dit aussi couronnement de la Vierge), passées en vente chez Sotheby's le 4 décembre 2018 (Lot 10 et 11)[7]
- Quatorze têtes, dessin sur papier, Kupferstichkabinett Berlin, KDZ 12512